# Zwergrückenschwimmer
Zwergrückenschwimmer (Pleidae) sind eine Familie der Wanzen (Heteroptera) in der Teilordnung der Wasserwanzen (Nepomorpha). Die drei Gattungen (Plea, Neoplea, Paraplea) umfassende Familie ist mit kaum 40 Arten weltweit, vor allem in den Tropen verbreitet. In Europa kommt nur eine Art, der Wasserzwerg (Plea minutissima), vor.

## Merkmale
Die Wanzen erreichen eine Körperlänge von etwa 2 bis 3 Millimetern. Sie haben eine ovale, gedrungene Körperform, einen aufgewölbten Rücken und sind meistens hell gefärbt. Einige Arten haben verkürzte Flügel, andere, vermutlich flugfähige Arten, dagegen voll entwickelte Flügel. Sie verfügen über große Facettenaugen, die Punktaugen (Ocelli) sind reduziert. Ihre dreigliedrigen Fühler sind wie bei allen Wasserwanzen kürzer als ihr Kopf. Das Schildchen (Scutellum) ist klein und dreieckig. Ihre Vorderbeine sind nicht zu Fangbeinen ausgebildet. Die Tarsen sind zwei- oder dreigliedrig. Die Hinterbeine, die zwei Krallen auf dem letzten Tarsenglied tragen, sind unbehaart. Die Hinterbeine sind jedoch nicht als Schwimmbeine ausgebildet, Den Tieren ist dennoch eine schwimmende Fortbewegung möglich. Beide Geschlechter sind in der Lage sowohl Geräusche zu erzeugen (Stridulation) als auch Geräusche wahrzunehmen. Die Lauterzeugung dient möglicherweise dem Zusammenhalten der Schwärme. Die Larven haben zwischen dem dritten und vierten Tergum am Rücken des Hinterleibs Drüsen.

## Lebensweise
Die Tiere leben gesellig in stehenden Gewässern und ernähren sich räuberisch von kleinen Insekten und Mückenlarven. Wie bei den Rückenschwimmern (Notonectidae) wird der wesentliche Teil des Luftvorrates in einem Haarfilz auf der Bauchseite gespeichert. Dieses hat eine umgedrehte Schwimmhaltung, mit der Bauchseite nach oben, zur Folge. Sie klettern bevorzugt in der dichten Unterwasservegetation umher. 